# Joseph Fontano
Joseph Fontano (New York, 7 settembre 1950) è un danzatore e coreografo statunitense di origine italiana.
Dal 1989 è docente di ruolo presso l’Accademia nazionale di danza di Roma dove insegna danza contemporanea composizione coreografica, concetti Laban, performance e progettualità. È presidente del World Alliance Dance Europe ed è stato dal 2009 al 2013, Presidente dell’International Dance Committee – International Theatre Institute dell'UNESCO. È unanimemente considerato il padre spirituale della danza contemporanea in Italia.

## Formazione
Il suo percorso di formazione inizia nel 1968 a New York alla School of Visual Art e successivamente presso l’Università New School for Social Research sotto la guida di Laura Foreman. Qui studia danza contemporanea con Paul Sanasardo, Remi Charlip, Clive Thompson, Yvonne Rainer, Manuel Alum, Trisha Brown. Tra il 1968 e il 1971 studia alla Modern Dance Artists sotto la direzione artistica di Paul Sanasardo e partecipa a una serie di workshop con Anna Sokolow, Alvin Ailey, Paul Taylor, Pina Bausch and Manuel Alum. Contemporaneamente studia danza classica all’American Ballet Theatre con Barbara Fallis e al Dance Theatre of Harlem con Karl Schooh. 
Nel 1973 è a Londra al The Place LSCD dove studia con Robert Cohan, Dan Wagoner e studia la tecnica Graham con i docenti e artisti ospiti della lezione della compagnia della London Contemporary Dance Theatre. Nel 1974 fu notato da Martha Graham che lo invitò a studiare direttamente con lei e la sua compagnia, con cui Fontano instaurò un rapporto durato fino al 1979. Nel 1980 a New York studia la tecnica della sbarra a terra (Floor-Barre) con Zena Rommett e fino all'anno successivo studia la tecnica contemporanea con Merce Cunningham. Joseph Fontano nel corso della sua carriera ha sempre continuato ad approfondire tutte le discipline legate alla danza, avvicinandosi, tra il 1997 e il 2001, al Tai Chi Chuan, al Tango, allo Yoga, al Pilates e al Tango Argentino.

## Attività Professionale
Già negli anni della formazione Fontano inizia a collaborare come danzatore nelle grandi compagnie dell'epoca: nel 1968 è in scena in alcune performance con Laura Foreman e John Watts alla New School for Social Research. Dal 1969 al 1971 è nella compagnia di Paul Sanasardo che lo porta con sé in tournée per tutti gli Stati Uniti e contemporaneamente (1970) nella compagnia di Larry Richardson. 
Il 1971 è l'anno della svolta artistica nella carriera di danzatore e coreografo di Fontano che decide di trasferirsi a Roma dove, presso il CID (Centro Internazionale della Danza), incontra Elsa Piperno con la quale inizia un sodalizio artistico che li porta l'anno successivo (1972) a costituire la prima compagnia di danza contemporanea in Italia, Teatrodanza Contemporanea di Roma(di cui è direttore artistico insieme a Elsa Piperno) e il primo Centro Professionale di Danza Contemporanea. La compagnia Teatrodanza Contemporanea di Roma debutta al Teatro Parioli il 7 giugno 1972 con uno spettacolo costruito con coreografie di Jacqulyn Buglisi, Patrizia Cerroni, Bob Curtis, Elsa Piperno, Marcia Plevin e dello stesso Fontano. La compagnia diventa in poco tempo un punto di riferimento per la danza contemporanea in Italia organizzando una moltitudine di spettacoli sia in Italia che all'estero. Nel 1981 in occasione del decennale della fondazione, la compagnia fu invitata a rappresentare il proprio spettacolo sul palcoscenico del Teatro dell'Opera di Roma. Per l'occasione fu messa in scena una retrospettiva delle proprie produzioni coreografiche. Intanto nel 1973 Joseph Fontano partecipa come danzatore al Festival dei Due Mondi di Spoleto con una coreografia di Jerome Robbins. Nel frattempo continua la sua crescita artistica e professionale: nel 1980 è in tournée negli Stati Uniti con la compagnia di AsakaWalker mentre tra il 1980 e il 1981 è in tournée mondiale con la compagnia Nikolais Dance Theatre. Nel 1981 è uno dei ballerini della Dances Diversion of Angels, una coreografia di Martha Graham messa in scena al Teatro Comunale di Firenze. Dal 1983 al 1990 collabora, come danzatore e coreografo, con Carlo Quartucci nel progetto La Zattera di Babele. Per l'Opéra di Parigi, nel 1984, coreografa Iphigénie en Taurdie di Gluck con la regia di Liliana Cavani.
Il 1989 è l'anno della fine dello storico sodalizio con Elsa Piperno: Joseph Fontano fonda a Roma insieme a Stefano Valentini la compagnia Scenamobile che debutta al Teatro dell'Opera di Ankara, in Turchia, su invito dell'ambasciata italiana con lo spettacolo Vertigini.
Dal 1991 al 2001 è maestro ospite della scuola di ballo del Teatro San Carlo di Napoli e tiene corsi di danza contemporanea e coreografia presso: Teatro alla Scala di Milano, Centro Studi Coreografici Teatro Carcano, Martha Graham School of Contemporary Dance, Peri Dance Center, Balletto di Toscana, ASMED, Centro Studi Koros, Compagnia Teatro Nuovo Torino, Fieldstone School of Performing Arts New York, Scapino Ballet Olanda, Laban Centre London e Ater Balletto. Dal 1993 fa parte della Fondazione Teatro Nuovo per la Danza di Torino in veste di coreografo e socio fondatore. Nel 1997 fu eletto direttore dell’Accademia Nazionale di Danza dal collegio dei docenti e dal Consiglio di Amministrazione. Nel 1998, crea il quadro Il Paese dei Balocchi all'interno dell'opera coreografica Pinocchio presentata al Teatro San Carlo di Napoli e durante la stagione teatrale del Teatro alla Scala di Milano. Nel 1999, per festeggiare la conclusione del XX secolo, è ideatore per l’Accademia Nazionale di Danza, assieme a Michael Pergolani e Renato Marengo del saggio-spettacolo www.900.it spettacolo che verrà trasmesso su Rai3 con il titolo Saranno Famosi. Fontano è, inoltre, autore delle coreografie dello speciale per Rai3 Enzo Gragnaniello, dai Quartieri Spagnoli al Teatro San Carlo. Nel gennaio 2000 viene invitato come docente universitario preso l’Università Laban Centre London (l'odierna Trinity-Laban). Sempre nel 2000 riceve il premio Vignale Danza. Per la stagione 2001/2002 è Direttore Artistico della Transition Dance Company del Laban Centre London. Dal 2007 viene ogni anno invitato dal Governo Cubano a tenere conferenze e lezioni di danza contemporanea presso la Esculea National de Ballet de Cuba, Havana. Da questo è nato un sodalizio artistico che ha portato a scambi culturali tra Italia e Cuba. Joseph Fontano è stato il primo che nel 2007 ha organizzato presso la VII Commissione Cultura della Camera dei Deputati un tavolo di concertazione sulle problematiche della danza italiana con i principali esponenti dell'arte coreutica come Carla Fracci, Beppe Menegatti, Renato Greco, Francesca La Cava, Gabriella Stazio, Roberto Giovanardi. Da questo momento in poi Fontanto ha sempre cercato di sensibilizzare l'opinione pubblica, e in particolare la politica, verso quelle che sono le problematiche del settore della danza e delle difficoltà dei giovani emergenti. Nel 2011, per il XXXIII Congresso dell’International Theatre Institute, viene invitato a creare un suo progetto coreografico in Xiamen, in Cina, che intitolerà Peace in 2 minutes: un progetto che Fontano ha articolato con il contributo di diversi coreografi provenienti da tutto il mondo. Attualmente insegna danza contemporanea release based e divulga la sua esperienza attraverso stage e conferenze dove viene invitato sia in Italia che all'estero.

## Premi
- 1982 – Per l'Arte della Danza Premio Positano Léonide Massine da Rudolf Nuriev
- 1999 - Premio alla carriera Provincia di Taranto
- 2001 - Premio Vignale Danza
- 2002 – Per aver diretto la company di danza: Transitions Dance Company London, UK
- 2003 – Cittadinanza onoraria di Vignale (Sindaco del Comune di Vignale)
- 2005 - Comune di Messina “Per aver contribuito con il suo talento e la sua professionalità a diffondere l'Arte Coreutica in Italia” –
- 2006 – Premio Roscigno
- 2006 - Maestro di Danza dal Sindaco di Roma
- 2007 – Per l'atto di amore per la Danza al Comune di Terni il giorno di San Valentino
- 2009 – Per la Giornata Internazionale della Danza - Cuba
- 2009 – Premio Città di Tivoli dal Sindaco di Tivoli
- 2009 - Vibo in Danza – Vibo Valentia
- 2009 - Premio Aurel Milloss per la Coreografia
- 2010 - Premio Minerva dalla Provincia di Vibo Valentia
- 2011 - Firenze premio alla Carriera Monte del Paschi di Siena e Danza in Fiera
- 2012 – Premio Ballet Ex “Per l'impegno profuso in favore della Danza Italiana” Regione Lazio, Roma Capitale
- 2012 – Riconoscimento dal Comune di Gioia Tauro
- 2012 – Premio Amalfi Danza International Awards (Riconoscimento alle Eccellenze della Danza)
- 2012 – Notte Panna, Riconoscimento dal Comune di Taranto e CSD Koros
- 2013 – Premio GDA Giornale della Danza premio alla carriera – Teatro Rendano, Cosenza

| Controllo di autorità | VIAF (EN) 36218100 · LCCN (EN) n97867734 · GND (DE) 1268215414 |